# Chronica Polonorum
Ne doit pas être confondu avec Chronica Polonorum (1519).

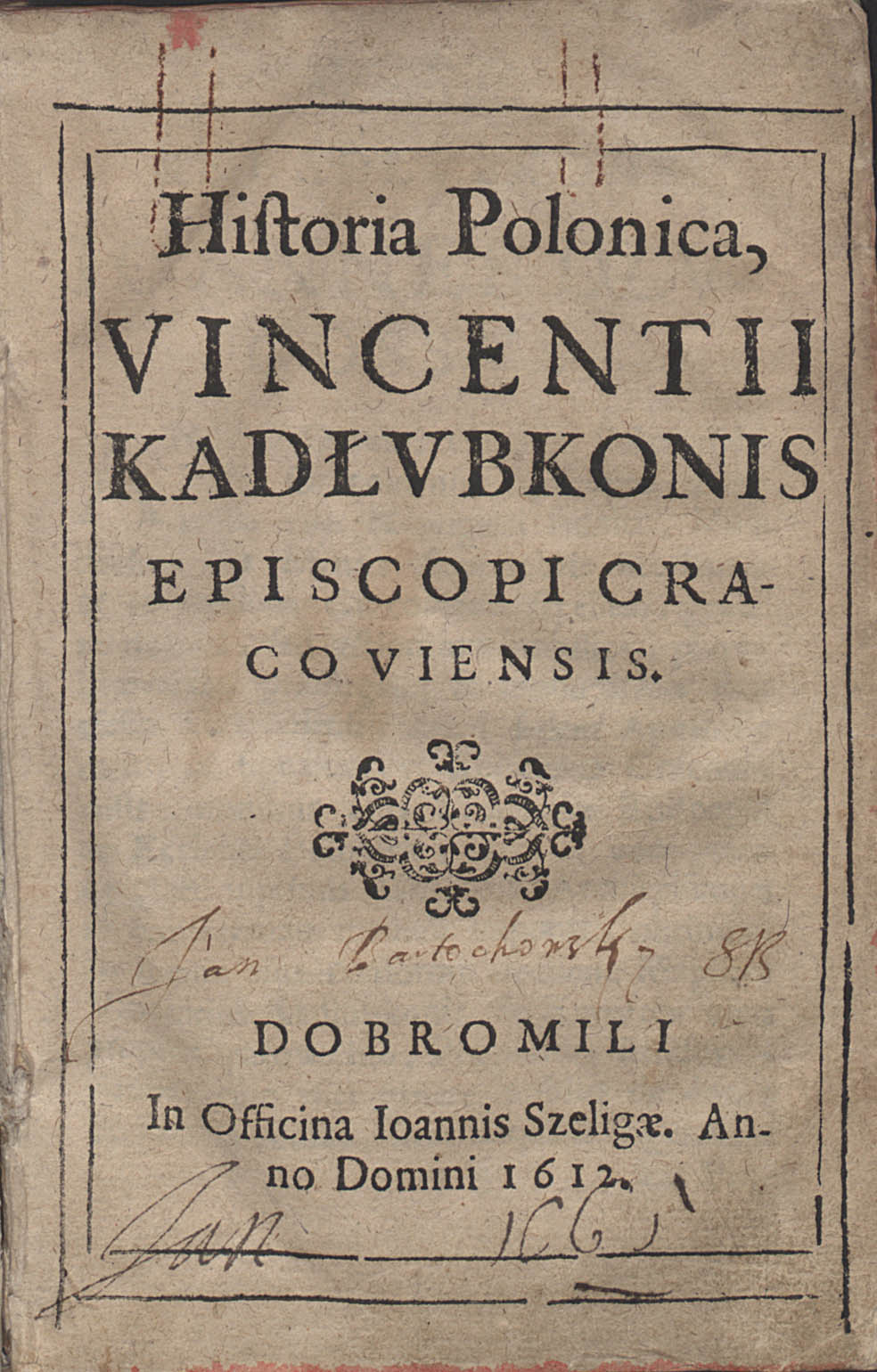
Historia Polonica, Vincenti Kadłubkonis Episcopi Cracoviensis imprimé en 1612

Chronica Polonorum (Chronique de la Pologne) connue également sous le titre de Chronique du Maître Vincent, est une chronique médiévale, rédigée en langue latine entre 1190 et 1208 par l'évêque de Cracovie Wincenty Kadłubek (1150-1223) sur la commission du roi Kazimierz II le Juste. Elle relate l'histoire du Royaume de Pologne de ses origines perdues dans la brume des légendes jusqu'en 1202. Avec la chronique de Gallus Anonymus qui la précède, la Chronique du Maître Vincent demeure la principale source d'information sur l'histoire de la Pologne avant le XIIe siècle. 
L'œuvre a été connue des manuscrits jusqu'en 1612, date à laquelle elle a été publiée pour la première fois à Dobromil, grâce aux efforts de Jan Szczęsny Herburt. La première traduction complète du texte en polonais date de 1862, les auteurs de la traduction étaient Andrzej Józefczyk et Marceli Studziński. 

## Contenu
L'œuvre de Kadłubek est composée de quartes volumes précédé d'un prologue.  
Dans le prologue, l'auteur présente les raisons qui l'ont poussées à écrire son œuvre - il espère montrer la gloire de son commanditaire et se rendre utile tant à ses contemporains qu'à la postérité. 
Les trois premiers volumes couvrent la période la plus ancienne jusqu'à l'époque du démembrement territorial du pays. Le récit historique est entrecoupé de citations, de mythes et de paraboles (souvent en vers). Cette partie de la chronique prend la forme d'un dialogue entre l'évêque de Cracovie Mateusz et l'archevêque de Gniezno Jan Gryfita. Jan raconte des épisodes de l'histoire polonaise alors que Mateusz les commente avec des analogies de l'Antiquité et de la Bible. 
- Le premier volume évoque les origines du Royaume la Pologne. Les Polonais descendraient des Romains antiques, et leurs destins s'entrelacent avec ceux des personnages historiques. L'auteur dépeint les débuts de la Pologne en s'appuyant sur des légendes. A celles de la Grande-Pologne déjà citées par Gallus Anonymus et liées aux ancêtres de Mieszko I, il ajoute des légendes de la Petite Pologne, notamment celle du roi Krakus et son combat contre le dragon du Wawel, ainsi que celle de sa fille Wanda, héroïque pendant une invasion germanique[2].
- Le deuxième volume aborde l'histoire de la fondation de l'État polonais jusqu'au règne de Bolesław III et sa lutte contre son frère et concurrent au trône Zbigniew.
- Le troisième volume relate le démembrement territorial du Royaume de Pologne à la suite du testament de Bolesław III.

- Le quatrième volume est dominé par le récit propre de l'auteur [3] qui détaille les événements qui lui sont contemporains : les règnes de Mieszko III et de Kazimierz II le Juste. Le style de ce volume est plus vivant. Kadłubek glorifie Kazimierz Ier le Restaurateur et termine son récit  en 1205 après la bataille de Zawichost.

Contrairement à Gallus Anonymus, Kadłubek ne se contente pas de relater l'histoire. En suivant l'exemple des écrivains romains, il interprète, embellit, moralise et améliore le récit historique. Il présente des faits de telle manière qu'ils prennent forme d'un avertissement ou d'une leçon morale (par exemple l'histoire du conflit de Saint-Stanislas avec le roi).